# 영흥만
영흥만(永興灣, 영어: Yeongheung Bay)은 조선민주주의인민공화국 강원도 및 함경남도 동해안에 있는 만이다. 원산만(元山灣)이라고도 불린다.

## 상세
영흥만의 이름의 유래는 영흥군(현재의 금야군과 요덕군)에서 왔다. 동조선만의 일부이며, 영흥만의 위치는 함경남도 영흥군(지금의 금야군) 호도면의 호도반도와 강원도 원산시 갈마반도의 사이에 위치한다. 한반도 전체를 놓고 봤을 때, 허리 즈음의 위치에 있다.

## 같이 보기
- 영흥군
- 원산시
- 동조선만